# Mallinella fulvipes
Espèce
Synonymes
- Langbiana fulvipes Ono & Tanikawa, 1990

Mallinella fulvipes est une espèce d'araignées aranéomorphes de la famille des Zodariidae.

## Distribution
Cette espèce est endémique de l'archipel Nansei au Japon. Elle se rencontre sur Iriomote-jima.

## Description

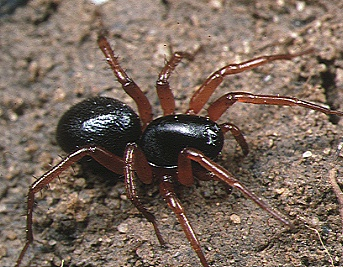
Mallinella fulvipes ♀

Les mâles mesurent de 6,03 à 6,70 mm et les femelles de 6,20 à 8,55 mm.

## Publication originale
- Ono & Tanikawa, 1990 : A revision of the Japanese spiders of the genus Langbiana (Araneae, Zodariidae). Memoirs of the National Science Museum Tokyo, vol. 23, p. 101-112 (texte intégral).